# Кудряшова, Раиса Александровна
Раиса Александровна Кудряшова (1 ноября 1934 — 24 мая 2015, Ярославль) — ткачиха ярославской фабрики технических тканей «Красный перевал», лауреат Государственной премии СССР за выдающиеся достижения в труде, депутат Верховного Совета РСФСР двух созывов.

## Биография
Родилась в 1934 году в крестьянской семье.
Получив семилетнее образование, поступила в ФЗУ, училась один год. 
В 1953—1986 гг. — прядильщица фабрики «Красный перевал» города Ярославля.
С 1953 года — на хозяйственной, общественной и политической работе. Член КПСС. 
С 1963 года ударник коммунистического труда. Одновременно управляла семью прядильными станками.
В одиннадцатой пятилетке выполнила два пятилетних плана — 14 годовых норм.
За высокую эффективность и качество работы при производстве товаров народного потребления в составе коллектива была удостоена Государственной премии СССР за выдающиеся достижения в труде 1981 года. 
За многолетний труд была награждена орденами Ленина, Трудового Красного Знамени, «Знак Почёта», её имя занесено на областную доску Почёта.
Являлась членом бюро Ярославского обкома партии, избиралась депутатом Верховного Совета РСФСР 10-го и 11-го созывов. Делегат XXVI съезда КПСС.
Жила в Ярославле. Умерла в 2015 году.

## Воспоминания
- Кудряшова Р. А. — Верность профессии: Рассказ ярославской прядильщицы / Лит. запись З. Н. Травниковой. — Ярославль: Верх.-Волж. кн. изд-во, 1987. — 158 с.